# Bislett Games 2019
Bislett Games 2019 byl lehkoatletický mítink, který se konal 13. června 2019 v norském městě Oslo. Byl součástí série mítinků Diamantové ligy 2019.

## Výsledky

### Muži
| Disciplína            | 1. místo                | 2. místo                 | 3. místo                         |
| Běh na 100 m          | Christian Coleman 9,85  | Xie Zhenye 10,01         | Michael Rodgers 10,04            |
| Běh na 3000 m         | Selemon Barega 7:32,17  | Joshua Cheptegei 7:33,26 | Nicholas Kipkorir Kimeli 7:34,85 |
| Běh na 400 m překážek | Karsten Warholm 47,33   | Thomas Barr 49,11        | Kyron McMaster 49,12             |
| Skok o tyči           | Sam Kendricks 591 cm    | Piotr Lisek 581 cm       | Cole Walsh 581 cm                |
| Hod oštěpem           | Johannes Vetter 85,27 m | Magnus Kirt 84,74 m      | Cheng Chao-Tsun 84,30 m          |

### Ženy
| Disciplína             | 1. místo                     | 2. místo                      | 3. místo                            |
| Běh na 200 m           | Dafne Schippersová 22,56     | Crystal Emmanuelová 22,89     | Jenna Prandiniová 23,10             |
| Běh na 100 m překážek  | Christina Clemonsová 12,69   | Sharika Nelvisová 12,74       | Elvira Hermanová 12,84              |
| Běh na 400 m překážek  | Sydney McLaughlinová 54,16   | Dalilah Muhammadová 54,35     | Shamier Littleová 54,92             |
| Běh na 3000 m překážek | Norah Jerutoová 9:03,71      | Beatrice Chepkoechová 9:04,30 | Hyvin Kyiengová Jepkemoiová 9:07,56 |
| Skok vysoký            | Marija Lasickeneová 201 cm   | Erika Kinseyová 196 cm        | Mirela Demirevová 194 cm            |
| Trojskok               | Caterine Ibargüenová 14,79 m | Keturah Orjiová 14,53 m       | Shanieka Rickettsová 14,41 m        |
| Vrh koulí              | Kung Li-ťiao 19,51 m         | Chase Ealeyová 19,20 m        | Fanny Roosová 18,75 m               |